# 额穆尔堇菜
额穆尔堇菜（学名：Viola amurica）是堇菜科堇菜属的植物。分布在俄罗斯以及中国大陆的黑龙江、吉林等地，生长于海拔300米至700米的地区，多生在泥炭藓沼泽地、山间湿草地、苔草草甸、溪谷旁和林内，目前尚未由人工引种栽培。